# Inhapi
Inhapi is een gemeente in de Braziliaanse deelstaat Alagoas. De gemeente telt 18.166 inwoners (schatting 2009).